# Alive 1997
Alive 1997 är ett 45 minuter långt livealbum av den franska housegruppen Daft Punk, släppt på CD 2001 men baserad på en inspelning från Que Club i Birmingham, Storbritannien, den 8 november 1997. Albumet innehåller musik från gruppens album Homework, och hela framförandet återges på ett spår.

## Låtlista
1. WDPK (Part 1)/Da Funk/Rollin’ & Scratchin’/WDPK (Part 2)/Alive